# Księstwo twerskie

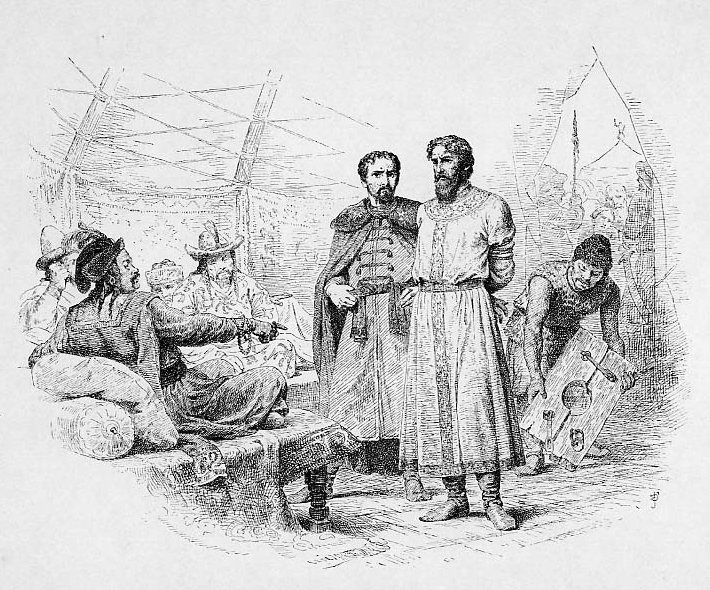
Michał Twerski

Księstwo twerskie (ros. Тверское княжество) – jedno z państw ruskich w średniowieczu na obszarze dzisiejszej Rosji; jako samodzielny byt polityczny istniejące od połowy XIII w. do roku 1485. W XV wieku rywalizowało z Wielkim Księstwem Moskiewskim i Republiką Nowogrodzką o hegemonię nad Rosją.
Według badań archeologicznych w miejscu dzisiejszego Tweru już w IX–X wieku istniała niewielka osada. Twierdza w Twerze została wzniesiona najprawdopodobniej w latach 1130–1140, w trakcie wojny Rusi rostowsko-suzdalskiej z Księstwem Nowogrodzkim. Z kolei inne źródła jako datę powstania Tweru podają rok 1181. Niezależnie od daty powstania pod koniec w. Twer był niewielką twierdzą na zachodniej rubieży Rusi Suzdalskiej, a okoliczne ziemie podlegały temu właśnie państwu. Około 1220 r. region twerski wchodził w skład kolejnego ruskiego księstwa – perejasławskiego. Po zniszczeniu miasta przez Tatarów w 1238 r. gród odbudowano na przeciwnym brzegu rzeki.
Podział dzielnicowy Rusi spowodował, iż region twerski stał się niezależnym państwem. Stało się tak za panowania brata Aleksandra Newskiego – Jarosława Jarosławowicza.
Księstwo twerskie przez pewien czas było jednym z ważniejszych na Rusi. Sprzyjało temu korzystne położenie jego stolicy – na szlaku łączącym Nowogród Wielki z północno-wschodnimi terenami Rusi. Drugim ważnym czynnikiem powodującym wzrost znaczenia kraju była polityka władców Złotej Ordy (której podlegało Księstwo Twerskie); polityka ta polegała m.in. na dbaniu o równowagę wśród zależnych od Tatarów ruskich księstw, co sprzyjało rozwojowi księstw słabszych i nie pozwalało na ich podbój w ramach ekspansji księstw silniejszych.
W 1485 r. Księstwo Twerskie zostało zaatakowane i podbite przez Ruś Moskiewską. Ówczesny twerski władca – Michał Borysowicz został zupełnie zaskoczony tym atakiem, wcześniej bowiem był sojusznikiem księcia moskiewskiego i wspierał go zbrojnie w walce z Tatarami i Księstwem Nowogrodu. Po upadku swej stolicy ostatni niezależny książę Tweru uciekł na Litwę. Po podboju moskiewskim księstwo twerskie zostało zlikwidowane – formalnie księciem twerskim był do 1490 dziedzic tronu Iwan Młodszy. Za czasów Iwana Groźnego w mieście żył i nosił tytuł „księcia twerskiego” syn jednego z chanów; „władca” ten był jednak całkowicie zależny od Moskwy i nie posiadał żadnej realnej władzy.

## Władcy księstwa twerskiego
- Jarosław Jarosławowicz (ros. Ярослав III Ярославич) 1247-1272
- Światosław Jarosławicz (ros. Святослав Ярославич) 1272-1282 (lub 1286)
- Michał Jarosławicz (ros. Михаил I Ярославич Святой) 1282 (lub 1286)-1318
- Dymitr II Groźne Oczy (ros. Дмитрий Грозные Очи) 1318-1326
- Aleksander Michajłowicz (ros. Александр I Михайлович) 1326-1327; 1338-1339
- Konstantyn Twerski (ros. Константин Михайлович) 1328-1338; 1339-1346
- Wsiewołod Twerski (ros. Всеволод Александрович) 1346-1351
- Wasyl Kaszyński (ros. Василий Михайлович) 1351-1368
- Michał II Aleksandrowicz (ros. Михаил II Александрович) 1368-1399
- Iwan Michajłowicz (ros. Иван Михайлович) 1399-1425
- Aleksander Iwanowicz (ros. Александр II Иванович) 1425
- Jurij Aleksandrowicz (ros. Юрий Александрович) 1425
- Borys Aleksandrowicz (ros. Борис Александрович) 1425-1461
- Michał Borysowicz (ros. Михаил III Борисович) 1461-1485